# Helga Haugland Byfuglien
Helga Haugland Byfuglien (nascida em 22 de junho de 1950 em Bergen) é uma teóloga luterana e Bispa Emérita da Igreja da Noruega. De 2011 a 2020, atuou como Presidente da Conferência Episcopal Norueguesa (em norueguês: preses i bispemøtet).

## Biografia
Helga Haugland Byfuglien prestou o exame teológico na primavera de 1976, o exame prático-teológico na primavera de 1977 e foi ordenada em 1981. De 1981 a 1986, foi capelã na paróquia de Kolstad, na diocese de Nidaros, e de 1986 a 1993, capelã na paróquia de Ås, na diocese de Borg. De 1993 a 1997, foi capelã diocesana na diocese de Borg e de 1997 a 2001, foi secretária-geral adjunta da YWCA/YMCA norueguesa (YMCA-KFUM) e, a partir de 2001, secretária-geral no mesmo local.
Em 23 de setembro de 2005, Byfuglien foi consagrada como terceiro bispo da diocese de Borg. Ela foi a primeira bispa na diocese de Borg e a terceira do país, depois de Rosemarie Köhn em Hamar e Laila Riksaasen Dahl em Tunsberg.
No outono de 2010, foi eleita presidente da Conferência Episcopal, conforme o acordo prévio para a eleição de presidentes.
Byfuglien foi confirmada como presidente pelo governo norueguês em 25 de março de 2011. É a primeira pessoa a ser nomeada para o cargo permanente de presidente da Conferência Episcopal, e também a primeira mulher a ocupar esse cargo. Como presidente da conferência episcopal, ela também foi bispa da diocese de Nidaros. Ela se aposentou em 10 de fevereiro de 2020 e foi sucedida por Olav Fykse Tveit.
Ela era considerada uma pessoa unificadora e com uma visão liberal sobre a homossexualidade. Byfuglien ocupou muitos cargos de confiança e trabalhou como líder devocional na NRK (Norsk Rikskringkasting) e colunista na Vårt Land.
De 2010 a 2017, Byfuglien foi uma das sete vice-presidentes da Federação Luterana Mundial, representante da região nórdica. Em fevereiro de 2020, ela foi condecorada pelo rei com a Ordem de Santo Olavo.